# Décharge de Gamsenried
La décharge de Gamsenried est une décharge, partiellement en activité, située au niveau du village de Gamsen sur la commune de Brigue-Glis (Haut-Valais).
Le site a commencé à être exploité en 1918, notamment par l'entreprise Lonza. Des déchets issus des activités de chimiques de l'entreprise à Viège sont entreposés dans la décharge, notamment par lagunage. En 1978, le stockage des déchets chimiques cesse. À partir de cette date, seuls des résidus d'excavation et les produits de l'incinération des ordures ménagères (ex : mâchefers) sont déposés dans la décharge.
La décharge de Gamsenried est considérée comme l'un des sites les plus pollués de Suisse, que ce soit en importance ou en complexité (mercure, benzidine, etc.). Depuis les années 2010, le site est surveillé par les autorités cantonales et fédérales. Un plan d'assainissement et des travaux doivent permettre de dépolluer la zone et d'arrêter la contamination des sols et des eaux. Des craintes sanitaires pour les populations vivant dans la zone sont régulièrement exprimées.

## Localisation et organisation
La décharge de Gamsenried se situe au niveau de Gamsen (commune de Brigue-Glis, Valais), entre les villes de Brigue et Viège.
La superficie du site est d'environ 290 000 mètres carrés.
La décharge a notamment servi à entreposer des hydroxydes de calcium, du mercure, des anilines, du benzène et de la benzidine (bien que cette dernière molécule ait été produite de manière non-intentionnelle par Lonza),.

## Histoire
La décharge de Gamsen a commencé à être exploitée en 1918. Son activité est liée à l'industrie chimique de Lonza basée à Viège,.
L'apport de déchets chimiques par Lonza cesse en 1978.
En 1992, le site de Gamsenried est divisé en deux parties : une première décharge destinée à des produits inertes (notamment des produits d'excavation) et une seconde destinée aux déchets issus de l'incinération des ordures ménagères (mâchefers).
Les activités de la décharge cessent définitivement en 2011,.
En 2011, les autorités classent la décharge de Gamsenried dans la catégorie des sites à assainir, en vertu de l'ordonnance fédérale sur les sites pollués,. Gamsenried est également placé au cadastre valaisan des sites pollués.

## Pollution

### Nature des pollutions

#### Mercure
Du mercure pollue le site de Gamsenried.

#### Benzidine
De la benzidine a été retrouvé lors des analyses pour la surveillance du site de Gamsenried. La présence de cette molécule est mal comprise par les spécialistes, Lonza ayant toujours indiqué que la benzidine n'était pas un produit chimique lié aux activités de l'entreprise à Viège. Selon les experts, il est probable que cette molécule se soit formé de manière non-intentionnelle lors de réactions chimiques impliquant d'autres substances.
La benzidine est une molécule toxique. Des études épidémiologiques indiquent un effet à long terme de cette substance sur la survenue de cancer de la vessie.

#### Aniline
Des anilines font partie des substances polluantes détectées sur le site de l'ancienne décharge de Gamsenried.

#### Toluidine
La toluidine fait partie des substances polluantes détectées dans la zone de Gamsenried.

#### Ammonium
De l'ammonium est détecté sur le site dans des valeurs hors des normes suisses.

### Pollution des sols
Au total, le volume des sols pollués de Gamsenried représente un volume d'environ 3 millions de mètres cubes répartis en différentes strates. En fonction des zones de la décharge, les différentes strates peuvent être polluées à des substances différentes.
Durant la seconde moitié des années 2010, une cartographie de la pollution des différentes zones et strates de la décharge est établie.

### Pollution des eaux
Les sols de la décharge sont perméables ce qui entraîne la contamination des eaux souterraines à certaines molécules. De la benzidine a notamment été détectée en 2008 dans les eaux souterraines, mais sans que ces résultats aient été portés à la connaissance des autorités valaisannes. Les chimistes de Lonza ont expliqué aux autorités cantonales que cette détection n'avait pas été jugée pertinente, la benzidine étant une molécule que Lonza n'a jamais produit sur son site de Viège,.
En 2015, des traces d'ammonium, d'aniline, de toluidine et de benzol sont constatées dans les eaux souterraines autour de la décharge.
De nouvelles analyses en 2018 ont confirmé la présence de benzidine dans les eaux aval du site de Gamsenried.

## Assainissement

### Découverte et prise de conscience de la pollution due à la décharge
À partir des années 1970, la pollution de la décharge de Gamsenried et ses conséquences sanitaires sur les populations locales commencent à être connues et mobilisent les autorités.

### Premières mesures
Durant les années 1990, un premier plan de mesures conjoint aux autorités valaisannes et Lonza est décidé. L'objectif recherché est d'empêcher les sols pollués de la décharge de contaminer les zones alentour.
Une barrière de protection hydraulique permettant d'isoler le site de Gamsenried est construite. Un réseau de pompes est mis en place et permet de récupérer environ 90 % des eaux de ruissellements polluées par des composés organiques. Ces eaux sont ensuite acheminées grâce à des canalisations jusqu'à une station d'épuration et de retraitement de Lonza à Viège.

### Limites des solutions réalisées
Ces premières mesures montrent toutefois leurs limites les années suivantes. La barrière hydraulique s'avère insuffisante pour empêcher la pollution de zones en aval de la décharge. Ainsi, de la benzidine est détectée dans les eaux souterraines en 2008 et 2018.
Les mesures mises en place sont également critiquées par les mouvements politiques et associatifs écologistes qui les trouvent trop faibles en comparaison de la pollution. Les responsables politiques et associations demandent ainsi régulièrement la réalisation de travaux d'assainissement de grande ampleur afin de dépolluer entièrement le site de la décharge.

### Blocage des nouvelles propositions
Durant cette période, les autorités valaisannes et Lonza tentent de proposer différents travaux spécifiques. Toutefois, l'importance et la complexité de la pollution affectant Ganmsenried ainsi que les précédentes affaires de pollutions (pollution au mercure à Viège) entravent ces propositions.
Ainsi, des opérations pilotes d'assainissements des eaux de lessivage, prévues en 2015, sont annulées devant le risque trop élevé d'une contamination de ces eaux par le mercure présent dans les sols. Les responsables craignent de recréer une pollution plus grave en voulant en  résoudre une autre.

### Organisation et planification d'un assainissement complet
Les autorités valaisannes et l'entreprise la Lonza s'entendent sur un plan d'assainissement de Gamsenried en septembre 2020. Celui-ci prévoit des travaux d'aménagements et de dépollution sur plusieurs décennies. Aucun calendrier n'est toutefois présenté,.
La première étape du plan d'assainissement consiste à améliorer l'isolement entre les sols de la décharge et les zones environnantes, ceci afin de limiter l'étendue des pollutions observées.
Plusieurs associations valaisannes engagées contre la pollution de l'ancienne décharge de Gamsenried critiquent cet accord. Elles lui reprochent en particulier la temporalité trop importante de l'assainissement, en comparaison d'autres travaux similaires comme ceux menés aux décharges de Pont Rouge (Monthey) et Bonfol. Par ailleurs, l'absence d'une évaluation du coût total des travaux à réaliser ainsi que d'un plan précis pour leur financement est également une source d'inquiétudes.
En décembre 2022, Lonza, le canton et la commune de Brigue-Glis passent un accord financier pour garantir le financement des travaux d'assainissement. Lonza garantit 150 millions de francs suisses qui permettront de couvrir le début et les premières étapes du chantier,.

### Étanchéification
À l'été 2024, la construction d'une paroi permettant d'étanchéifier le site de Gamsenried des zones alentour. L'objectif est notamment d'arrêter la contamination des eaux en aval de l'ancienne décharge. Le projet prévoit la mise en place d'une barrière d'environ 1,3 kilomètre de long,.
Les travaux doivent débuter en 2025 et être achevé en 2027,.